# Elicoide

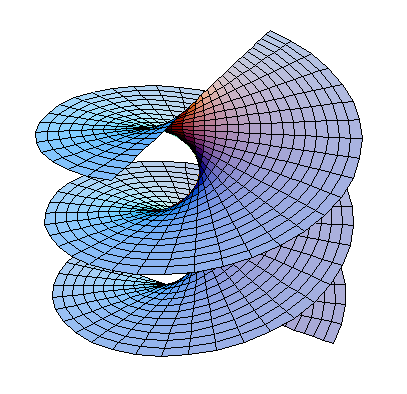
Un elicoide rigato

In geometria un elicoide è una superficie invariante per tutti gli avvitamenti rispetto a un asse, con passo fissato, ovvero per tutti i movimenti rigidi composti da una traslazione lungo l'asse e una rotazione intorno all'asse aventi rapporto fissato.

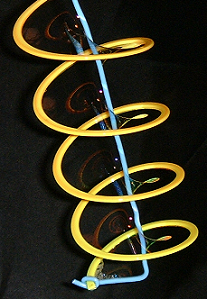
La pellicola di acqua saponata mostra che un elicoide retto è una superficie minimale

Ogni elicoide può essere generato dal movimento rigido elicoidale di una curva.
Un caso particolare di elicoide è l'elicoide rigato, una superficie rigata generata dal movimento elicoidale di una retta; quando la retta è perpendicolare all'asse si ha un elicoide retto, che è una superficie minimale.
Le intersezioni di un elicoide con dei cilindri aventi lo stesso asse sono eliche con lo stesso passo dell'elicoide.
Un elicoide con passo nullo è una superficie di rotazione.